# Matteo di San Giuseppe
Matteo di San Giuseppe, al secolo Pietro Foglia (Marcianise, 1612 – Taffa, 1691), è stato un botanico, medico e linguista italiano, missionario dell'Ordine dei carmelitani scalzi.

## Biografia
Figlio del medico Scipione Foglia e di Vittoria Cortesi, a ventuno anni si laureò in medicina all'università di Napoli e dopo aver esercitato a Capua, nel 1639 entrò nell'ordine dei Carmelitani scalzi di Napoli, assumendo il nome di Matteo di San Giuseppe.
Nel 1644 fu inviato come missionario nel monastero del Monte Carmelo in Palestina fondato, l'anno precedente, dove ebbe come superiore l'olandese  Celestino di Santa Lidvina, al secolo Pieter Van Goal (1597-1672), appassionato di botanica e fratello del più noto studioso di lingue orientali Jacob Van Goal (1596-1667), sotto la cui guida studiò e catalogò la flora del Libano, di cui fece rozzi disegni.
Nel 1648 fu trasferito alla  missione  della  "Persia e le Indie" a Bassora (Mesopotamia), dove apprese il turco, l'arabo ed il persiano. A Bassora chiese ed ottenne dal papa il permesso di operare come medico, scrisse un libro sulla medicina stampato in India dai gesuiti, copiò alcuni disegni di piante dai lavori di Saladin Artafa e compilò un dizionario neo-mandaico, uno dei primi di questa lingua, basato sul dialetto di Bassora.
Nel 1651 Matteo si trasferì presso la residenza carmelitana di Diu, sulla costa di Gujarat, nei possedimenti portoghesi in India. Nel 1655 intraprese un viaggio in Mozambico dove studiò la flora dell'Africa orientale. La sua collezione di disegni e annotazioni divenne molto vasta e fu conosciuta dai suoi contemporanei come Viridarium orientale.
Nel 1656 Matteo ebbe l'ordine di raggiungere il Malabar, dove i Carmelitani scalzi avevano un'importante missione che era conosciuta col nome di "Chiesa di Serra". Partecipò alla missione voluta da papa Alessandro VII per riconciliare la chiesa di Roma con una parte scismatica dei Cristiani di San Tommaso, annullando così l'influenza del patriarcato di Antiochia. Il papa aveva nominato come commissario apostolico il carmelitano Giuseppe di Santa Maria (Girolamo Sebastiani), che era partito dall'Italia il 22 febbraio 1656 per giungere alla fine dell'anno a Surat, dove incontrò padre Matteo. Nel gennaio del 1657 la commissione arrivò quindi a Cunnanur, dove riuscì ad imporre la propria autorità e ad invalidare la nomina del vescovo Tommaso Parampil, avvenuta nel 1652 ad opera di un personaggio chiamato Ahatallah, che si era presentato ai cristiani di San Tommaso come vicario del papa. L'accordo fu suggellato con una messa solenne il 22 luglio dello stesso 1657.
Durante il viaggio e soggiorno in India, vennero studiate e catalogate moltissime specie vegetali ed animali. La commissione si reimbarcò a Cochin per rientrare in Italia il 7 gennaio del 1658. Padre Giuseppe di Santa Maria aveva lasciato padre Matteo a Volpin per svolgere temporaneamente le funzioni di commissario apostolico fino al 10 marzo del 1657, quando arrivò da Goa padre Giacinto di San Vincenzo a sostituirlo.
Nel dicembre del 1660 padre Matteo era ancora a Surat, in attesa di padre Giuseppe di Santa Maria, nuovamente in India per un giro di ispezione, ora come vicario apostolico. Nominato vescovo della chiesa di Serra, il 14 maggio del 1661 era a Cochin, ma la città subì due assedi da parte degli olandesi, che si conclusero con la capitolazione della città il 7 gennaio 1663. I sacerdoti cattolici di origine europea catturati, tra i quali non è tuttavia menzionato padre Matteo, dovettero lasciare il Malabar. Al posto di padre Matteo, Giuseppe di Santa Maria consacrò vescovo il sacerdote locale Alexander Parampil del Campo il 1º febbraio 1663; successivamente si imbarcò per Goa. Avuta notizia della pace tra Portogallo e Olanda, inviò padre Matteo e padre Goffredo di Sant'Andrea a Vengurla per negoziare con gli olandesi il suo ritorno. L'accordo non fu raggiunto per il rifiuto degli olandesi; padre Giuseppe decise allora di ritornare in Italia. Salutato padre Matteo a Vengurla, prese con sé il testo del Viridarium orientale con l'intenzione di farlo stampare in Europa. Padre Giuseppe giunse a Roma il 6 maggio del 1655 e fu in seguito vescovo di Città di Castello. Dopo la sua morte fu proclamato servo di Dio.
Padre Matteo rimase ancora qualche tempo in India e quindi tornò nella missione in Persia. Verso il 1666 era a Bandar Abbas e nel 1667 era in Isfahan. Continuò a correggere ed ampliare il Viridarium orientale e a inviarne parti e aggiunte in Europa: nel 1669 padre Michele di Sant'Eliseo portò a Milano nuovi disegni di piante e lo stesso padre Valerio di San Giuseppe li portò a Roma: questi disegni furono consegnati a Giacomo Zanoni, che li pubblicò nella sua Istoria botanica nel 1675 a Bologna.
Tra la fine del 1668 e gli inizi del 1669, con l'appoggio del console francese ad Aleppo (Siria), François Baron, ritornò nel Malabar, dove ebbe l'appoggio del comandante olandese Hendrik Adriaan van Reede, che gli consentì nel 1673 di costruire due chiese, una a Chathiat, sulla spiaggia dell'isola di Cochin, presso la foce del fiume Ernakulam, e un'altra nel Verapoly. Padre Matteo ottenne dal comandante olandese assistenza per la compilazione di un elenco delle piante del Malabar e gli offrì in cambio i suoi servigi come medico.
Padre Matteo entrò in contrasto con i suoi superiori dell'ordine carmelitano, disubbidendo all'ordine di rientrare in Persia rimanendo nel Malabar alle dirette dipendenze della congregazione della Propaganda Fide come missionario apostolico. In suo aiuto vennero inviati i confratelli Celestino di Santa Lidwina, Bartolomeo dello Spirito Santo (Giacinto Torricelli), Agnello dell'Immacolata Concezione (Carlo De Giorgio) e Angelo Francesco di Santa Teresa (Giovanni Vigliotti), che lo raggiunsero nel 1676; nello stesso anno fu eletto vescovo della Chiesa della Serra Raffael de Figuereto. Intanto a Cochin, dove padre Matteo si era stabilito, collaborarono con lui alla compilazione del catalogo botanico non meno di 25 coadiutori tra cui soldati, bramini e medici locali ma anche il cappellano riformato di Cochin. I disegni di piante redatti da padre Matteo e vari collaboratori, entrarono quindi a far parte dell'Hortus indicus malabaricus di van Reede, che venne pubblicato in Europa tra il 1678 e il 1703.
L'appoggio fornito dal comandante olandese al religioso cattolico fu tuttavia ampiamente criticato: il governatore generale della Compagnia delle Indie orientali gli ordinò di espellere il frate da Cochin. Stanco e messo sotto accusa, Van Reede richiese di essere rimpatriato e partì nel giugno del 1677. Nello stesso tempo padre Matteo era stato per due volte convocato presso il tribunale dell'Inquisizione di Goa, per difendersi dalle accuse di eresia, dovute alla sua stretta collaborazione con  protestanti e bramini, ma aveva disubbidito all'ordine. Nel 1677 giunse nel Malabar il visitatore provinciale e vicario generale della provincia di Persia ed India Giovanni Battista di San Giuseppe (Federico Antoniano), che convinse padre Matteo a recarsi a Goa con lui. I suoi accusatori si convinsero tuttavia che padre Matteo fosse solo stato particolarmente imprudente e di lingua facile, e l'anziano frate fu solo sottoposto ad una blanda penitenza.
I carmelitani continuarono tuttavia a vederlo di cattivo occhio: i suoi confratelli nel 1679 ne chiesero la rimozione accusandolo di opporsi al nuovo vescovo e di essere troppo a favore degli olandesi. Subì un tentativo di rapimento, dal quale fu liberato. Il nuovo comandante olandese Martin Huisman stabilì che potesse rimanere solo se avesse lasciato l'ordine carmelitano e padre Matteo scelse dunque di tornare in Persia. Nel 1680 tornò in India, ma gli olandesi gli imposero la precedente condizione, e Matteo anche se con sommo dispiacere decise di non rientrare nel Malabar, rimanendo fedele ai Carmelitani. Si stabilì infine a Surat.
Morì a Taffa, presso la foce dell'Indo nel 1691.